# Sayre (Oklahoma)
Sayre – miasto w Stanach Zjednoczonych, w stanie Oklahoma, siedziba administracyjna hrabstwa Beckham.